# Лучик (талисман)

Лучик (справа) и Снежинка

Лучик — талисман зимних Паралимпийских игр в Сочи. Утверждён в 2010 году. Международное название — The Ray of Light (общепринятое, но также используется название The Fire Boy). Антропоморфное воплощение стихии огня.

## Легенда
Лучик прибыл на Землю с жаркой планеты и подружился с землянами. Научился кататься на лыжах и играть в хоккей. Также дружит со Снежинкой.